# Wolfgang Bunte
Wolfgang Bunte (* 15. Januar 1924 in Barmen; † 27. Juni 1998) war ein deutscher Judaist.

## Leben
Bunte absolvierte von 1945 bis 1950 ein Studium der evangelischen Theologie an den Hochschulen Wuppertal, Heidelberg und Bonn. Im Jahre 1953 promovierte er mit einer Arbeit zum Mischnatraktat Zabim (Die mit Samenfluss behafteten) zum Dr. theol. (AT) in Heidelberg bei Gerhard von Rad, ein Thema, das er auch für die «Gießener Mischna» behandelte. Für diese von den evangelischen Theologen Georg Beer und Oskar Holtzmann begründete Reihe leitete er mehrere Beiträge über einzelne Traktate aus der ersten und sechsten Ordnung.
Einen weiteren Schwerpunkt seiner Veröffentlichungen bilden Arbeiten zum interreligiösen Dialog in den Niederlanden zwischen dem 12. und 17. Jahrhundert sowie Übersetzungen aus dem Niederländischen.
Er war als evangelischer Pfarrer in Remscheid-Lennep tätig und hatte einen Lehrauftrag für Judaistik an der Kirchlichen Hochschule Wuppertal.
1966 gehörte er zu den Mitunterzeichnern eines offenen Briefes von 600 Pastoren und Pfarrern an die Mitglieder des Deutschen Bundestages, in dem diese angesichts der großen Koalition und der Diskussion über eine mögliche Notstandsgesetzgebung ihrer Sorge, die BRD bewege sich in Richtung der Weimarer Republik, Ausdruck verliehen.

## Schriften (Auswahl)

### Monographien
- Rabbinische Traditionen bei Nikolaus von Lyra. Ein Beitrag zu Schriftauslegung des Spätmittelalters. Lang, Frankfurt am Main 1994. ISBN 3-631-48015-6
- Die Zerstörung Jerusalems in der mittelniederländischen Literatur (1100–1600). Lang, Frankfurt am Main 1992. ISBN 3-631-44438-9
- Religionsgespräche zwischen Christen und Juden in den Niederlanden. 1100 – 1500. Lang, Frankfurt am Main 1990. ISBN 3-631-42963-0
- Juden und Judentum in der mittelniederländischen Literatur. 1100 - 1600. Lang, Frankfurt am Main 1989. ISBN 3-631-40823-4
- Joost van den Vondel und das Judentum. „Hierusalem Verwoest“ (1620) und seine antiken Quellen. Lang, Frankfurt am Main 1984. ISBN 3-8204-5112-9
- Peter Rosegger und das Judentum. Altes und Neues Testament, Antisemitismus, Judentum und Zionismus. Olms, Hildesheim, New York 1977. ISBN 3-487-06444-8

### Beiträge zurGießener Mischna
- Die Mischna. Seder 1: Seraim. Traktat 7/8. Maaserot, Maaser Scheni (vom Zehnten, vom zweiten Zehnten) 1962
- Die Mischna. Seder 6: Toharot. Traktat 1. Kelim. Text, Übersetzung und Erklärung nebst einem textkritischen Anhang.
- Die Mischna. Seder 6: Toharot. Traktat 2. Ohalot : Zelte ; Text, Übersetzung und Erklärung nebst einem textkritischen Anhang. 1988
- Die Mischna. Seder 6: Toharot. Traktat 5. Toharot (Reinheiten). Text, Übersetzung und Erklärung nebst einem textkritischen Anhang.
- Die Mischna. Seder 6: Ţoharot. Traktat 9. Zabim (Die mit Samenfluss Behafteten), 1958

### Übersetzungen und Herausgaben
- Anonymus: Tractatus adversus Judaeum (1122). Herausgegeben von Wolfgang Bunte. Lang, Frankfurt am Main 1993. ISBN 3-631-45826-6
- Jacob Soetendorp: Symbolik der jüdischen Religion: Sitte und Brauchtum im jüdischen Leben. Verlag-Haus G. Mohn, Gütersloh 1963.

### Schriftenreihen
- Texte zur Religion des Judentums aus Talmud und Midrasch. Neukirchener Verlag, Neukirchen-Vluyn 1972 (Drei Hefte)